# Differentiaalmeetkunde

Een driehoek ingedompeld in een zadelvormig oppervlak (hyperbolische paraboloïde) alsook twee divergerende ultraparallelle lijnen.

Differentiaalmeetkunde is een tak van de wiskunde die gekromde ruimten onderzoekt. Daarbij gaat de meeste aandacht naar het begrip afstand. Oorspronkelijk bestudeerde men differentieerbare krommen en oppervlakken in de driedimensionale reële ruimte. Een differentieerbare kromme is een afbeelding
{\displaystyle k:[0,1]\to \mathbb {R} ^{3}}
die onbeperkt continu differentieerbaar is, en waarvan de eerste afgeleide (snelheidsvector) nergens nul wordt. Een differentieerbaar oppervlak is een deelverzameling van {\displaystyle \mathbb {R} ^{3}} waarvan met ieder punt minstens één kaart geassocieerd wordt. (Een kaart is een onbeperkt continu differentieerbare bijectie (diffeomorfisme) tussen een omgeving van dat punt naar een open deelverzameling van {\displaystyle \mathbb {R} ^{2}.})
De raakruimte van een punt in een oppervlak is de verzameling van alle snelheidsvectoren (in dat punt) van in het oppervlak ingebedde krommen.

## Takken van differentiaalmeetkunde

### Riemann-meetkunde
De Riemanniaanse meetkunde bestudeert Riemann-variëteiten (gladde variëteiten die zijn uitgerust met een Riemann-metriek). Dit is een fictieve afstand uitgedrukt door middel van een gladde positief definiete symmetrische bilineaire vorm die op elk punt van de raakruimte is gedefinieerd. De Riemanniaanse meetkunde veralgemeent de euclidische meetkunde naar ruimten, die niet per se plat zijn, hoewel ze op elk punt "infinitesimaal" nog steeds op de euclidische ruimte lijken, dat wil zeggen in de eerste orde van benadering. Verschillende concepten gebaseerd op lengte, zoals de booglengte van krommen, oppervlakten van vlakgebieden en de volumes van vaste stoffen laten allen in de Riemanniaanse meetkunde natuurlijke analoga toe. De notie van een richtingsafgeleide van een functie uit de multivariabele analyse wordt in de Riemanniaanse meetkunde uitgebreid tot de notie van een covariante afgeleide van een tensor. Veel concepten en technieken uit de analyse en de differentiaalvergelijkingen zijn in de setting van de Riemann-variëteiten veralgemeend.
Een afstand-bewarend diffeomorfisme tussen de Riemann-variëteiten wordt ook wel een isometrie genoemd. Dit begrip kan ook lokaal worden gedefinieerd, dat wil zeggen voor kleine omgevingen van punten. Elke twee reguliere krommen zijn lokaal isometrisch. Het Theorema egregium van Gauss toonde dat al aan voor oppervlakken, het bestaan van een lokale isometrie legde sterke compatibiliteitsvoorwaarden op aan deze metrieken: de Gaussiaanse krommingen moeten op de corresponderende punten hetzelfde zijn. In hogere dimensies is de krommingstensor van Riemann een belangrijke puntsgewijze invariant, die wordt geassocieerd met een Riemann-variëteit. Deze krommingsvector meet hoe vlak of niet-vlak deze is. Een belangrijke klasse van Riemann-variëteiten wordt gevormd door de Riemann-symmetrische ruimten, waarvan de kromming niet noodzakelijkerwijs constant is. Deze ruimten zijn het beste analogon met het "gewone" vlak en de ruimte die in de euclidische en niet-euclidische meetkunde wordt beschouwd.

### Finsler-meetkunde
Finsler-meetkunde heeft de Finsler-variëteit als belangrijkste studieobject. De Finsler-variëteit is een differentieerbare variëteit die is uitgerust met een Finsler-metriek, dat wil zeggen dat er op elke raakruimte een Banach-norm is gedefinieerd. Een Finsler-metriek is een veel generiekere structuur dan een Riemanniaanse metriek. Een Finsler-structuur op een variëteit {\displaystyle M} is een functie
{\displaystyle F:\operatorname {T} M\to [0,\infty )}
zodanig dat:
1. {\displaystyle F(x,my)=|m|F(x,y)} voor alle {\displaystyle x,y\in \operatorname {T} M}
2. {\displaystyle F} oneindig differentieerbaar is in {\displaystyle \operatorname {T} M\setminus \{0\}}
3. de verticale hessiaan van {\displaystyle F^{2}} positief definiet is.

### Symplectische meetkunde
Symplectische meetkunde is de studie van symplectische variëteiten. Een bijna symplectisch variëteit is een differentieerbare variëteit, die op elke raakruimte is uitgerust met een glad variërende niet-gedegenereerde scheef-symmetrische bilineaire vorm, dat wil zeggen een niet-gedegeneerde 2-vorm, {\displaystyle \omega ,} die men de symplectische vorm noemt. Een symplectische variëteit is een bijna-symplectische variëteit, waarvoor de symplectische vorm {\displaystyle \omega } gesloten is: {\displaystyle \mathrm {d} \omega =0.}

### Contactmeetkunde
Contactmeetkunde houdt zich bezig met bepaalde variëteiten van een oneven dimensie. Het ligt dicht bij symplectische meetkunde en net zoals deze laatste is de contactmeetkunde ontstaan naar aanleiding van vragen uit de klassieke mechanica. Een contactstructuur op een {\displaystyle (2n+1)}-dimensionale variëteit {\displaystyle M} wordt gegeven door een glad hypervlakveld {\displaystyle } in de raakbundel dat zo min mogelijk kan worden geassocieerd met niveauverzamelingen van een differentieerbare functie op {\displaystyle M} (de technische term is "volledig niet-integreerbare raakruimte hypervlakverdeling"). In de buurt van elk punt {\displaystyle p} wordt een hypervlakverdeling bepaald door een nergens verdwijnende 1-vorm {\displaystyle \alpha }, die uniek is "up to" vermenigvuldiging met een nergens verdwijnende functie:
{\displaystyle H_{p}=\ker \alpha _{p}\subset \operatorname {T} _{p}M.}

### CR-meetkunde
CR-meetkunde is de studie van de intrinsieke meetkunde van de begrenzingen van domeinen in complexe variëteiten.

### Differentiaaltopologie
Differentiaaltopologie is de studie van (globale) meetkundige invarianten zonder een metriek of symplectische vorm. De differentiaaltopologie start met natuurlijke operaties zoals Lie-afgeleiden van natuurlijke vectorbundels en de Rham-differentiaal van differentiaalvormen. Naast Lie-algebroïden beginnen ook Courant-algebroïden een belangrijke rol te spelen.

### Lie-groepen
Een Lie-groep is een groep in de categorie van gladde variëteiten. Dat wil zeggen dat een Lie-groep naast algebraïsche eigenschappen ook differentiaalmeetkundige eigenschappen heeft. De meest voor de hand liggende constructie is die van een Lie-algebra die de raakruimte op de eenheidscirkel is die is uitgerust met de Lie-haak tussen links-invariante vectorvelden. Naast de structuurtheorie bestaat er ook een breed veld van representatietheorie.

## Geschiedenis en toepassingen
Het fundament voor de differentiaalmeetkunde werd in het begin van de 19de eeuw gelegd door Carl Friedrich Gauss. In zijn tijd was de wiskunde nog sterk verbonden met de praktische toepassingsgebieden in bijvoorbeeld de cartografie, de navigatie en de geodesie. Daaruit ontwikkelde zich de kaartprojectie, waaruit begrippen als geodeet en gaussiaanse kromming stammen. Ook stelde Gauss zich al de vraag, of bij het meten van een zeer grote driehoeken (tientallen kilometers) de drie hoeken werkelijk optellen tot 180 graden. Met dit onderzoek legde hij de basis voor de moderne differentiaalmeetkunde.
Moderne toepassingen van de moderne differentiaalmeetkunde vindt men in de algemene relativiteitstheorie en de satellietnavigatie. Differentiaalmeetkunde maakt het mogelijk fenomenen als de astronomische lichtafbuiging of de draaiing van het perihelium van de planeet Mercurius te beschrijven. Fenomenen die later door experimenten zijn bevestigd. Een ander belangrijk toepassingsgebied ligt in de theorie van de defecten en de plasticiteitsleer.

### Gauss
Carl Friedrich Gauss trachtte als eerste los te komen van de inbedding in {\displaystyle \mathbb {R} ^{3}} en bestudeerde intrinsieke meetkunde van oppervlakken, dat wil zeggen de plaatselijke eigenschappen van oppervlakken die ongewijzigd blijven onder een afstandbehoudende transformatie (isometrie). Het belangrijkste object is daarbij de metrische tensor, een in ieder punt van het oppervlak gedefinieerde positief definiete symmetrische bilineaire vorm op de raakruimte.

### Riemann
Het werk van Gauss werd subliem voortgezet door Bernhard Riemann, die de intrinsieke meetkunde van willekeurige {\displaystyle n}-dimensionale variëteiten beschreef en daarmee de meetkunde definitief deed uitstijgen boven het euclidische kader.
Een geodeet is een kromme, ingebed in een {\displaystyle n}-dimensionale variëteit, die op kleine schaal de kortste afstand tussen twee punten aangeeft.
De krommingstensor van Riemann is een multilineaire 4-vorm op de raakruimte die op intrinsieke wijze de kromming van de variëteit aangeeft, zonder te verwijzen naar een hogerdimensionale inbedding.
De intrinsieke Riemannse meetkunde van gekromde ruimten, onafhankelijk van eventuele inbeddingen in hogerdimensionale euclidische ruimten, zou later de basis vormen voor de consistente formulering van de speciale en algemene relativiteitstheorie (met één wijziging: de metrische tensor is niet langer positief definiet, maar heeft één negatieve en drie positieve eigenwaarden). In de algemene relativiteitstheorie wordt de krommingstensor van het heelal rechtstreeks in verband gebracht met de massaverdeling van de materie. De baan van een vrij bewegend puntdeeltje of een lichtstraal is een geodeet.

## Bundels en verbindingen
Het apparaat van vectorbundels, principale bundels en verbindingen speelt een buitengewoon belangrijke rol in de moderne differentiaalmeetkunde. Een gladde variëteit is altijd de drager van een natuurlijke vectorbundel, de raakbundel. Losjes gesproken is deze structuur op zichzelf voldoende voor de ontwikkeling van een wiskundige analyse van variëteiten, terwijl het voor het beoefenen van meetkunde daarnaast een vereiste is dat de raakruimten op een of andere manier gerelateerd worden aan de verschillende punten, dat wil zeggen een notie van parallel transport. Een belangrijk voorbeeld hiervan zijn de affiene verbindingen. Voor een oppervlak in {\displaystyle \mathbb {R} ^{3}} kunnen raakvlakken op verschillende punten worden geïdentificeerd door gebruik te maken van het vlakke karakter van de omgevende euclidische ruimte. In de riemanniaanse meetkunde dient de Levi-Civita-verbinding een soortgelijk doel. Meer in het algemeen beschouwen differentiaalmeetkundigen ruimten met een vectorbundel en een verbinding als een vervanging voor het begrip van een riemann-variëteit. In deze benadering is de bundel extern aan de variëteit en moet deze worden gespecificeerd als een deel van de structuur, terwijl de verbinding zorgt voor een verdere verbetering. In de natuurkunde, kan de variëteit gelijkgesteld worden aan de ruimte-tijd en komen de bundels en verbindingen overeen met de verschillende natuurkundige velden.

## Intrinsiek versus extrinsiek
Aanvankelijk en tot het midden van de negentiende eeuw werd de differentiaalmeetkunde bestudeerd vanuit het extrinsieke standpunt: krommen en oppervlakken werden beschouwd als liggend in een euclidische ruimte van een hogere dimensie (bijvoorbeeld een oppervlak in een omgevende ruimte van drie dimensies). De eenvoudigste resultaten zijn die in de differentiaalmeetkunde van krommen en de differentiaalmeetkunde van oppervlakken. Te beginnen met het werk van Bernhard Riemann werd het intrinsieke standpunt ontwikkeld, waarin men niet kan spreken van zich 'buiten' het meetkundige object begeven, omdat het op een vrijstaande manier als een gegeven wordt beschouwd. Het fundamentele resultaat is hier het Theorema egregium van Gauss, in de zin dat Gaussiaanse kromming een intrinsieke invariant is.
Het intrinsieke standpunt is meer flexibel. Het is bijvoorbeeld nuttig in de relativiteitstheorie, waar de ruimte-tijd niet natuurlijk als extrinsiek kan worden beschouwd (wat zou namelijk 'buiten de ruimte-tijd' kunnen liggen?). Vanuit het intrinsieke standpunt is het moeilijker het centrale concept van de kromming en andere structuren zoals verbindingen te definiëren. Men moet dus een prijs betalen.
Deze twee standpunten kunnen worden verzoend, dat wil zeggen dat de extrinsieke meetkunde kan worden beschouwd als een extra structuur boven op de intrinsieke structuur. (zie de inbeddingstelling van Nash.)

## Toepassingen van de differentiaalmeetkunde
Hieronder volgen enkele voorbeelden van hoe de differentiaalmeetkunde wordt toegepast in andere gebieden van de natuurwetenschappen en de wiskunde.
- In natuurkunde worden drie toepassingen vermeld:
  - Differentiaalmeetkunde is de taal waarin Einsteins algemene relativiteitstheorie wordt uitgedrukt. Volgens de theorie is het heelal een gladde variëteit die is uitgerust met een pseudo-Riemann-metriek, die de kromming van ruimte-tijd beschrijft. Begrip van deze kromming is essentieel voor de positionering van satellieten in een baan rond de aarde. Differentiaalmeetkunde is ook onmisbaar in de studie van gravitatielenzen en zwarte gaten.
  - Differentiaalvormen zijn bruikbaar in de studie van elektromagnetisme.
  - Differentiaalmeetkunde heeft toepassingen in zowel de Lagrangiaanse mechanica als de Hamiltoniaanse mechanica. Symplectische variëteiten kunnen in het bijzonder worden gebruikt om Hamiltoniaanse systemen te bestuderen.
- In de economie kent de differentiaalmeetkunde toepassingen op het gebied van de econometrie[1]
- Meetkundige modellering (met inbegrip van computergraphics) en computer-aided geometrisch ontwerp baseert zich op ideeën uit de differentiaalmeetkunde.
- In de technische wetenschappen wordt differentiaalmeetkunde toegepast op problemen in de digitale signaalverwerking.[2]
- In de kansrekening, statistiek en informatietheorie kan men verschillende structuren als Riemann-variëteiten interpreteren, die op het gebied van informatiemeetkunde opbrengsten, in het bijzonder via de Fisher-informatiemetriek.
- In de structurele geologie wordt differentiaalmeetkunde gebruikt om geologische structuren te analyseren en te beschrijven.
- In de computervisie wordt de differentiaalmeetkunde gebruikt om vormen te analyseren[3]
- In de beeldbewerking wordt differentiaalmeetkunde gebruikt voor het verwerken en analyseren van gegevens over niet-vlakke oppervlakken.[4]

## Voetnoten
1. ↑  (en)  Paul Marriott en Mark Salmon (redactie), "Applications of Differential Geometry to Econometrics" (Toepassingen van de differentiaalmeetkunde in de econometrie), Cambridge University Press; 1e editie (18 september 2000).
2. ↑  (en)  Jonathan H. Manton, "On the role of differential geometry in signal processing" (Over de rol van differentiaalmeetkunde in de signaalverwerking).
3. ↑  (en)  Mario Micheli, "The Differential Geometry of Landmark Shape Manifolds: Metrics, Geodesics, and Curvature" (De differentiaalmeetkunde van Landmark Shape variëteiten: metriek, geodesie, en kromming.", zie hier
4. ↑  (en)  Anand A. Joshi, "Geometric methods for image processing and signal analysis" (Meetkundige methoden voor beeldverwerking en signaal-analyse). Gearchiveerd op 26 maart 2023.